# HMS Exmoor
Zwei Kriegsschiffe der britischen Marine trugen den Namen HMS Exmoor nach dem Exmoor, einer Moorlandschaft in Südwestengland:
- HMS Exmoor (L61) war ein Geleitzerstörer der Hunt-Klasse, der 1939 vom Stapel lief und 1941 vor Lowestoft von einem deutschen Schnellboot versenkt wurde, wobei 104 Besatzungsmitglieder starben.
- HMS Exmoor (L08) war ebenfalls ein Geleitzerstörer der Hunt-Klasse. Er lief 1941 vom Stapel und war an der Versenkung von U 131 (1941) und U 450 (1944) beteiligt. 1952 verkaufte man ihn an die dänische Marine, die ihn in Valdemar Sejr (nach König Waldemar II.) umbenannte. 1966 wurde das Schiff in Ystad (Schweden) abgewrackt.